# Bretons
Pour les articles homonymes, voir Breton (homonymie).
Cet article traite des Bretons sur le continent européen. Voir aussi l’article consacré aux Bretons insulaires
 (mars 2023).
La mise en forme du texte ne suit pas les recommandations de Wikipédia : il faut le « wikifier ».
Les points d'amélioration suivants sont les cas les plus fréquents. Le détail des points à revoir est peut-être précisé sur la page de discussion.
- Les titres sont pré-formatés par le logiciel. Ils ne sont ni en capitales, ni en gras.
- Le texte ne doit pas être écrit en capitales (les noms de famille non plus), ni en gras, ni en italique, ni en « petit »…
- Le gras n'est utilisé que pour surligner le titre de l'article dans l'introduction, une seule fois.
- L'italique est rarement utilisé : mots en langue étrangère, titres d'œuvres, noms de bateaux, etc.
- Les citations ne sont pas en italique mais en corps de texte normal. Elles sont entourées par des guillemets français : « et ».
- Les listes à puces sont à éviter, des paragraphes rédigés étant largement préférés. Les tableaux sont à réserver à la présentation de données structurées (résultats, etc.).
- Les appels de note de bas de page (petits chiffres en exposant, introduits par l'outil «  Source ») sont à placer entre la fin de phrase et le point final[comme ça].
- Les liens internes (vers d'autres articles de Wikipédia) sont à choisir avec parcimonie. Créez des liens vers des articles approfondissant le sujet. Les termes génériques sans rapport avec le sujet sont à éviter, ainsi que les répétitions de liens vers un même terme.
- Les liens externes sont à placer uniquement dans une section « Liens externes », à la fin de l'article. Ces liens sont à choisir avec parcimonie suivant les règles définies. Si un lien sert de source à l'article, son insertion dans le texte est à faire par les notes de bas de page.
- La présentation des références doit suivre les conventions bibliographiques. Il est recommandé d'utiliser les modèles {{Ouvrage}}, {{Chapitre}}, {{Article}}, {{Lien web}} et/ou {{Bibliographie}}. Le mode d'édition visuel peut mettre en forme automatiquement les références.
- Insérer une infobox (cadre d'informations à droite) n'est pas obligatoire pour parachever la mise en page.

Pour une aide détaillée, merci de consulter Aide:Wikification.
Si vous pensez que ces points ont été résolus, vous pouvez retirer ce bandeau et améliorer la mise en forme d'un autre article.
Les Bretons (dits aussi « Bretons continentaux » pour les distinguer des Bretons insulaires de l'Antiquité et du haut Moyen Âge) sont, du point de vue géographique, les habitants de la Bretagne, région péninsulaire située dans le nord-ouest de la France métropolitaine, toutes origines et langues confondues. Du point de vue historique les Bretons sont un peuple localisé principalement en Bretagne sous l'autorité de comtes, de rois et de ducs jusqu'au XVIe siècle. Ils doivent leur nom à des groupes brittophones qui émigrèrent du sud-ouest de la Grande-Bretagne en vagues successives à partir du IIIe siècle jusqu’au VIe siècle dans l'Ouest de la péninsule armoricaine, renommée par la suite Bretagne d’après leur nom.
Du point de vue linguistique, le breton (brezhoneg), héritage de cette émigration, est une langue celtique parlée en Basse-Bretagne, qui compte actuellement environ 107 000 locuteurs, tandis que le gallo est une langue romane parlée en Haute-Bretagne qui compte environ 132 000 locuteurs,. Le breton est apparenté au cornique, dont il est très proche et, dans une moindre mesure, au gallois. Le gallo est quant à lui une langue gallo-romane de la famille des langues d’oïl, mais possédant quelques similitudes de vocabulaire et de prononciation avec la langue bretonne. Depuis la seconde moitié du XXe siècle, le français s'est imposé comme langue maternelle des Bretons.
Une forte émigration historique a engendré une diaspora bretonne à l'intérieur même des frontières françaises et dans l'outre-mer français ; celle-ci est principalement établie dans la région parisienne. De nombreuses familles bretonnes ont également émigré sur le continent américain, principalement au Canada (surtout au Québec) et aux États-Unis.

## Étymologie
Le nom des Bretons provient d'une racine indo-européenne *mŗ-to- « mort » > « mortel, humain ». Cette séquence *mrito- a ensuite régulièrement évolué en brito-, thème qui est à la source du nom des tribus belges Brittī, Britannī qui ont envahi la Grande-Bretagne, se désignant donc comme « Les Hommes ».

## Histoire

### Des Bretons insulaires aux Bretons continentaux

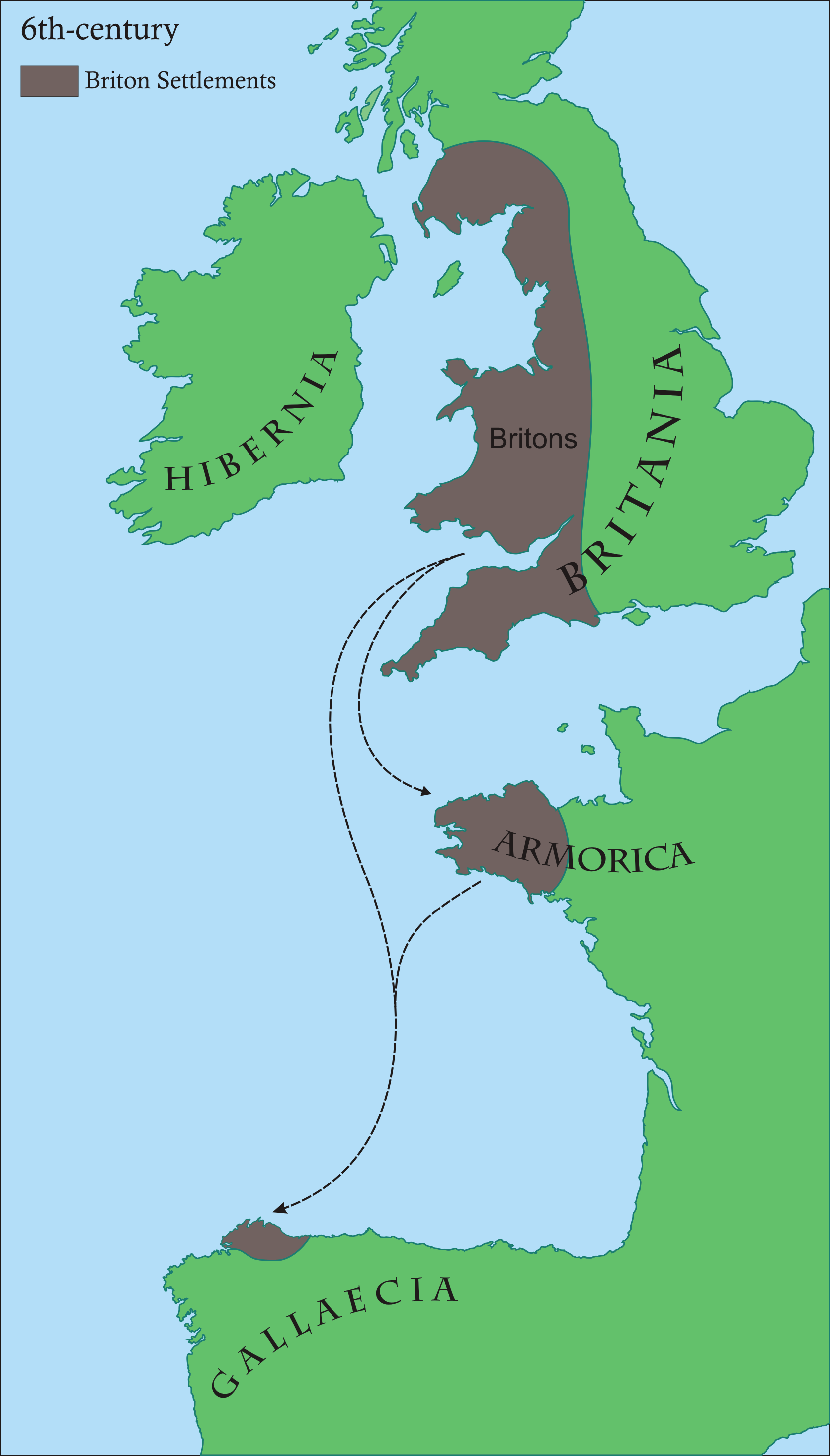
Établissements bretons au VIe siècle.

On nomme « Bretons insulaires » les Britanii, qui, avant le VIe siècle, vivaient dans l'île de Bretagne.
À partir du iiie siècle, les Romains font progressivement appel à des contingents de Bretons insulaires pour protéger les côtes gauloises et particulièrement celles de l'Armorique des raids des pirates gaëls, frisons et saxons.
Au ve siècle, les Angles, les Jutes et les Saxons, peuples germaniques venus du continent, contraignent les Bretons insulaires, à refluer vers l’ouest et le sud de leur île (pays de Galles et Cornouailles). Mais les Bretons émigrent aussi pour fuir les raids de Gaels, autre peuple celtique venu d’Irlande. Par milliers de familles, des Bretons viennent s’installer en Armorique. Cet exode n’est pas massif mais consiste plutôt en une longue série d’infiltrations. L’ouest de l'Armorique prit ultérieurement le nom de Bretagne en raison de cette immigration continue.
Il y avait une grande proximité entre les « Bretons insulaires » arrivant en Armorique et la population autochtone armoricaine : le breton et le gaulois armoricain étaient des langues celtiques apparentées. Les deux populations se connaissaient assez bien pour pratiquer des échanges depuis plusieurs siècles et tant dans l’île qu’en Armorique, une partie des élites était plus ou moins romanisée et christianisée à la chute de l’Empire romain d'Occident (à quel point, cela est toujours en débat). Quoi qu’il en soit, l’immigration brittonique a re-celtisé l’Ouest de l'Armorique.
Il convient de noter que l’émigration des Bretons insulaires a dépassé l’Armorique et que des groupes ont débarqué aussi en Galice où fut fondé l'éphémère évêché de Britonia.
Cette immigration en Armorique entraîne la création de nouveaux royaumes plus ou moins légendaires : Bro Waroch, Cornouaille, Domnonée (qui s’est peut-être étendue de part et d’autre de la Manche à un moment de son histoire). Les relations entre les Bretons et leurs voisins francs, nouveaux maîtres de la Gaule, deviennent rapidement conflictuelles dès le haut Moyen Âge, entre vassalité, rébellion et relative soumission temporaire. Entre 753 et 825, six expéditions sont menées par les Carolingiens contre les territoires sous domination bretonne.

## Langues

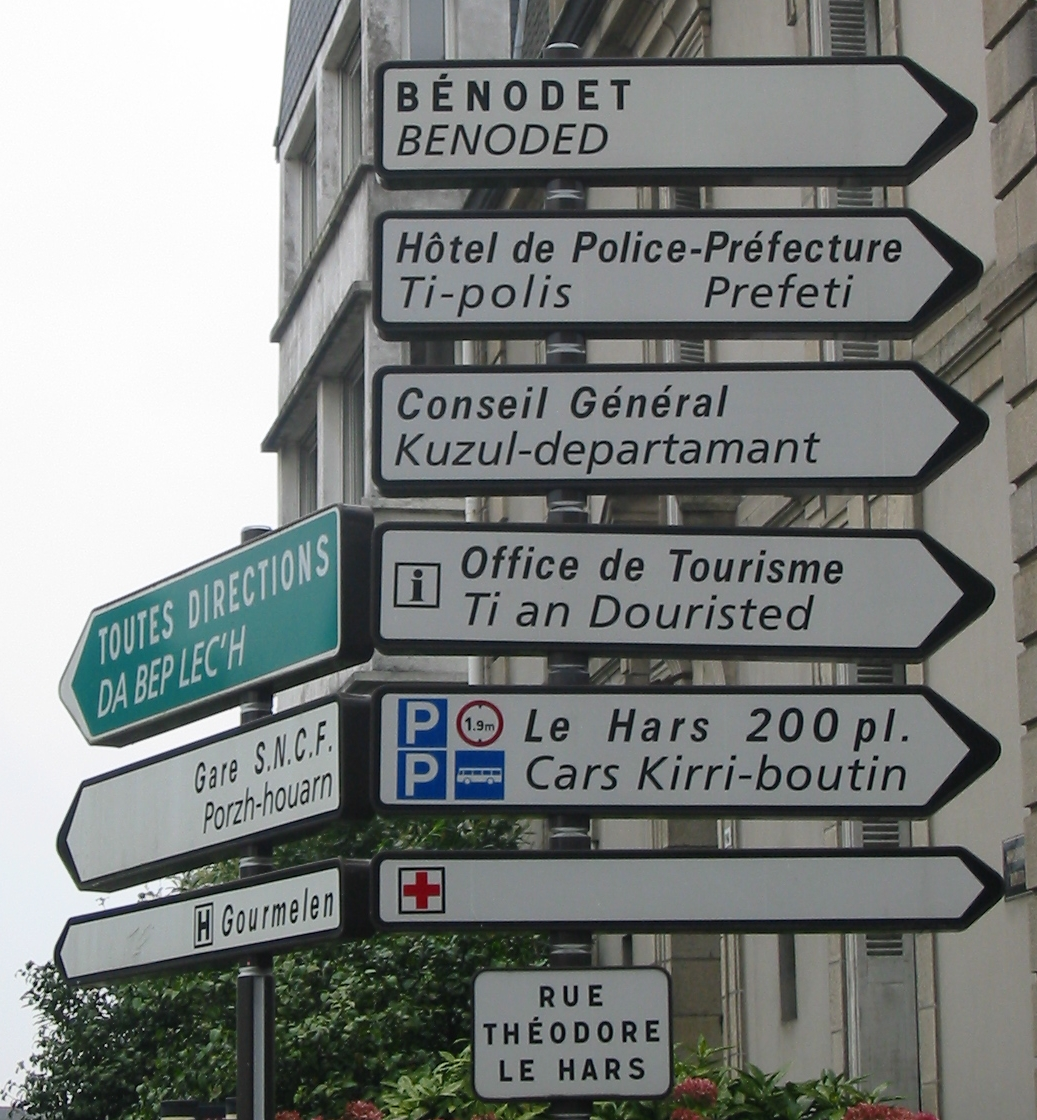
Signalisation bilingue dans une rue à Quimper.

L'existence de deux Bretagnes linguistiquement distinctes est attestée de bonne heure. Au XVe siècle, la chancellerie pontificale, qui demandait au clergé de parler la langue de ses ouailles, distingue la Brittania gallicana et la Brittannia britonizans, c'est-à-dire la Bretagne gallésante et la Bretagne bretonnante. La limite est régulière et frappe les observateurs par la netteté de son tracé : pour Gilbert Villeneuve qui parle de la Basse-Bretagne, « il n'y a absolument aucune nuance : on parle bas-breton, ou on ne le parle pas, point d'intermédiaire ». Quant à l'historien Pitre-Chevalier, il n'hésitait pas en 1845 à qualifier cette frontière de « muraille de Chine » de l'idiome breton. Cette limite linguistique a fluctué depuis l'émigration bretonne en Armorique au profit du gallo, puis du français et se dessine aujourd'hui comme tel : « elle part à l'ouest de Plouha et au sud de Paimpol, dans les Côtes-d'Armor, elle passe ensuite par Chatelaudren, Corlay, Locminé et se termine dans la presqu'île de Rhuys, dans le Morbihan ».
Aujourd'hui, la langue maternelle de la majorité des Bretons est le français. D'autre part, aucun des deux parlers traditionnels de Bretagne, breton et gallo, n'ont de reconnaissance officielle, mais ils restent encore aujourd'hui utilisés au quotidien par une petite partie des Bretons, en particulier les plus âgés. Des actions sont mises en place par les pouvoirs publics pour la sauvegarde du breton, comme la signalétique bilingue, surtout présente dans l'Ouest de la péninsule, sous l'impulsion d'organismes tels que l'Office public de la langue bretonne et Stourm ar Brezhoneg. Cette signalisation français/breton ne va pas sans controverse lorsqu'elle est installée en Bretagne gallèse. Depuis les années 1880 jusqu'au milieu du XXe siècle, la politique scolaire des divers gouvernements français est considérée par les milieux militants comme ayant conduit à un véritable linguicide de la langue bretonne, en l'interdisant notamment dans les écoles, dans une optique proche de celle du Welsh Not au pays de Galles. Dans la filiation d'un arrêté vichyste du 12 décembre 1941, autorisant l'enseignement facultatif des « parlers locaux » dans les écoles primaires, la loi Deixonne du 11 janvier 1951, présentée par le député socialiste du Tarn Maurice Deixonne, mais préparée par les députés communistes bretons, autorise l'enseignement du breton ainsi que 3 autres langues (occitan, catalan, basque). Une circulaire du ministre de l'Éducation nationale, François Bayrou, en date du 7 avril 1995, inscrit la découverte de la langue et de la culture régionale au programme scolaire. Aujourd'hui, le breton et le gallo sont enseignés dans certains collèges et lycées et des épreuves facultatives sont disponibles au baccalauréat. En 1966, l'usage des prénoms bretons pour les nouveau-nés est autorisé.

### Breton

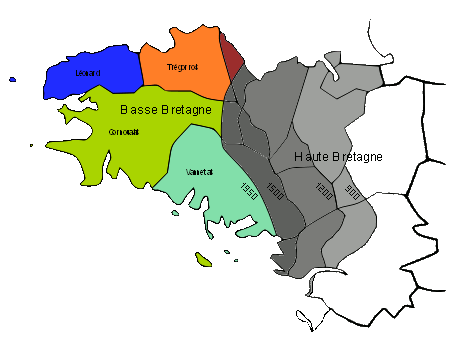
Les différents tons de gris retracent le recul du breton dans les campagnes au profit du gallo, puis du français ; la partie blanche n'a jamais été majoritairement bretonnante. La limite entre la Haute et la Basse-Bretagne a peu à peu glissé vers l'Ouest au fil des siècles.

À la fin de l’Empire romain, les Bretons insulaires, fuyant les invasions de l’île de Bretagne, s’installent dans l’Ouest de l’Armorique où ils re-celtisent cette partie de la Gaule romaine faiblement romanisée. D'origine celtique brittonique, le breton peut être rapproché du cornique, ainsi que dans une moindre mesure du gallois, et se classe parmi les langues celtiques insulaires. Au IXe siècle la plupart des habitants de la Bretagne étaient majoritairement bretonnants, à l'exception notable des régions situées autour de Nantes et Rennes où la langue romane était majoritaire. Au fil des siècles et ce dès le Moyen Âge, le breton a reculé vers l'ouest de la péninsule face au français et au gallo (voir la carte ci-contre). Au xixe siècle, en Basse-Bretagne, Brest était presque entièrement étrangère au breton, les autres villes de Bretagne occidentale étant partiellement francisés. Jusqu'au milieu du xxe siècle, le breton était la langue maternelle de la majorité des habitants de Basse-Bretagne. Aujourd'hui, l'Unesco classe le breton, au même titre que le gallo, comme « langue sérieusement en danger ».

### Gallo
Les habitants de Haute-Bretagne parlent traditionnellement le gallo, une langue d'oïl, qui présente cependant des éléments d'échanges avec le breton, notamment dans son vocabulaire et sa prononciation.[réf. nécessaire]

### Français
Le français s'est progressivement imposé comme la langue des Bretons pour plusieurs raisons. À la suite de la bataille de Jengland-Beslé, Nominoë, ajoute à son domaine les marches de Bretagne, zone romane, comprenant notamment Rennes et Nantes. L’extension maximale de la majorité bretonnante s’étend à l’ouest de ces deux villes. C’est à partir de cette zone romane que le processus de francisation de la Bretagne va démarrer. Rennes va influencer les villes bretonnantes du Nord-Ouest qui franciseront à leur tour, les campagnes avoisinantes, tandis que Nantes francise les villes bretonnantes du Sud-Ouest. Le recul sera d'ailleurs plus rapide dans le Nord de la Bretagne, de Rennes vers Saint-Brieuc, que dans le Sud, de Nantes vers Vannes, car Rennes était un important carrefour de voies romaines. L’installation de la cour des ducs de Bretagne en zone romane (Nantes) facilite la francisation des élites.
Dès la fin du XIIIe siècle et bien avant l'union du duché de Bretagne au royaume de France, l'administration ducale abandonna le latin au profit du français, sans passer par le breton. Jusqu'au XIIIe siècle, les actes administratifs et juridiques sont rédigés en latin, puis le français concurrence le latin dans les actes de la chancellerie avant de le remplacer définitivement. L'historien Jean Kerhervé affirme n'avoir jamais retrouvé, au cours de ses dépouillements d'archives, un quelconque document financier en breton, contrairement à ce que disent d'autres.
Par ailleurs, aucun des derniers ducs de Bretagne ne s'exprima en breton et leurs efforts de centralisation s'appuyèrent exclusivement sur l'utilisation du français. Ainsi, Charles de Blois (1341–1364) devait-il recourir aux services d'un interprète lorsqu'il devait s'adresser à ses sujets de Basse-Bretagne . Toute l’attention des ducs de Bretagne est d’ailleurs tournée vers l’Anjou et le Maine où ils cherchent à étendre leur domaine, plutôt que vers l’Ouest. De sorte qu’au XVIe siècle, le recul du breton en faveur du gallo et du français est déjà bien établit le long d’une ligne allant de Binic à Guérande.
Après l'union du duché à la France, l’Ancien Régime, faisant peu de cas des langues locales, accepta le breton comme il était : essentiellement une langue vernaculaire et utilisée pour le culte. L'usage du français, imposé dans les cours de justice et les actes officiels par l’ordonnance de Villers-Cotterêts fut de portée symbolique, car le duché de Bretagne avait abandonné le latin pour le français comme langue administrative plus d’un siècle avant le royaume de France. Ce recul multiséculaire du breton se poursuivra très progressivement jusqu’au basculement de la Basse-Bretagne vers le français dans les années 1950-1960.
Au cours du xixe siècle, la conscription militaire et l’éducation obligatoire  joue un rôle important dans la promotion du français. Durant cette période, les « patois » sont déconsidérés par la classe bourgeoise, car perçus comme un signe de ruralité et d'analphabétisme ainsi qu'un facteur d’arriération économique et culturelle. Certains individus se montrent intransigeants avec les langues régionales, tel un sous-préfet du Finistère qui, en 1845, donna cette consigne aux instituteurs : « Surtout rappelez-vous, messieurs, que vous n'êtes établis que pour tuer la langue bretonne. » Ou, en 1897, cet inspecteur d'académie du Finistère qui écrivit à l'intention des enseignants de l'école primaire : « Un principe qui ne saurait jamais fléchir : pas un mot de breton en classe ni dans la cour de récréation. Il faut faire la guerre à ce « charabia ». ».
Mais le service militaire et la politique scolaire n'expliquent pas tout, les bretonnants passèrent petit à petit au français principalement pour de très nombreuses raisons et facteurs. Tout d'abord, un attrait pour la culture française. La Première Guerre mondiale joue aussi un rôle en faisant se rencontrer les soldats bretons et français, contribuant à propager cette langue en Bretagne à leur retour. Par la suite, le mouvement breton connait auprès des Bretons un discrédit à la suite de sa collaboration d'une minorité de ses membres avec l'Allemagne au cours de la Seconde Guerre mondiale. D'autre part, outre ces facteurs historiques s'ajoutent des facteurs sociaux-économiques tel que l'idée que la maîtrise du français permettrait de débloquer des opportunités de travail et d'aider la promotion sociale (par exemple pour les emplois administratifs et militaires). Le chemin de fer contribue également en augmentant considérablement les brassages de population (venue de touristes, exode rural vers les villes) ; avec la généralisation des congés payés, on assiste, notamment en été, au retour des émigrés de deuxième génération (nés hors de Bretagne) qui ne parlent plus breton ou le parlent mal. Dans le contexte de la mondialisation en tant que brassage des peuples, l’apparition d’une langue dédiée aux échanges tend à faire disparaître les langues moins usitées. Ce fait est beaucoup plus récent que les raisons précédentes (il commence après la Seconde Guerre mondiale) mais il accentue le déclin du breton au profit du français, langue de communication de la République française avant d’en être la langue constitutionnelle (1992).

## L'identité bretonne

### Moyen Âge
Une image dépréciative des Bretons se met en place chez les auteurs francs puis français dès le IXe siècle, et correspond à des périodes pendant lesquelles la Bretagne est indépendante ou autonome,. La « terre ingrate », la « traitrise », l'« idiome inintelligible », et l'« irréligion » supposés des Bretons est alors opposé à la « terre fertile », au « courage », à la « langue parfaite », et à la « ferveur religieuse » des Français,.
L'image du Barbare est ainsi reprise par Ermold le Noir au IXe siècle. Raoul Glaber au XIe siècle les décrit comme « parfaitement étrangers à toute civilisation », et lors du même siècle Guillaume de Poitiers les décrit comme ayant des mœurs « à la manière des barbares »,.

### Ancien Régime
Certains traits présentés par des auteurs du Moyen Âge sont repris par la suite. La question de la langue est présente en 1629 chez J. De Laey qui indique qu'« au lieu de parler, ils semblent émettre des éclats de voix et des grincements de dents », ou chez Jouvin de Rochefort qui indique la même année que dès que franchie la Vilaine « on ne parle plus que breton, qui est une langue étrangère et bien différente de la françoise ».
Le rapport à la boisson, déjà présente chez des auteurs du Moyen Âge. Pierre Davity au XVIIe siècle peut ainsi écrire que les Bretons « sont adonnez au vin plus qu'il ne seroit nécessaire », et que Madame de Sévigné peut au même siècle écrire qu'« il n'y aurait pas de satisfaction à baiser toute la Bretagne à moins que l'on aimât à sentir le vin ».

### XIXesiècle

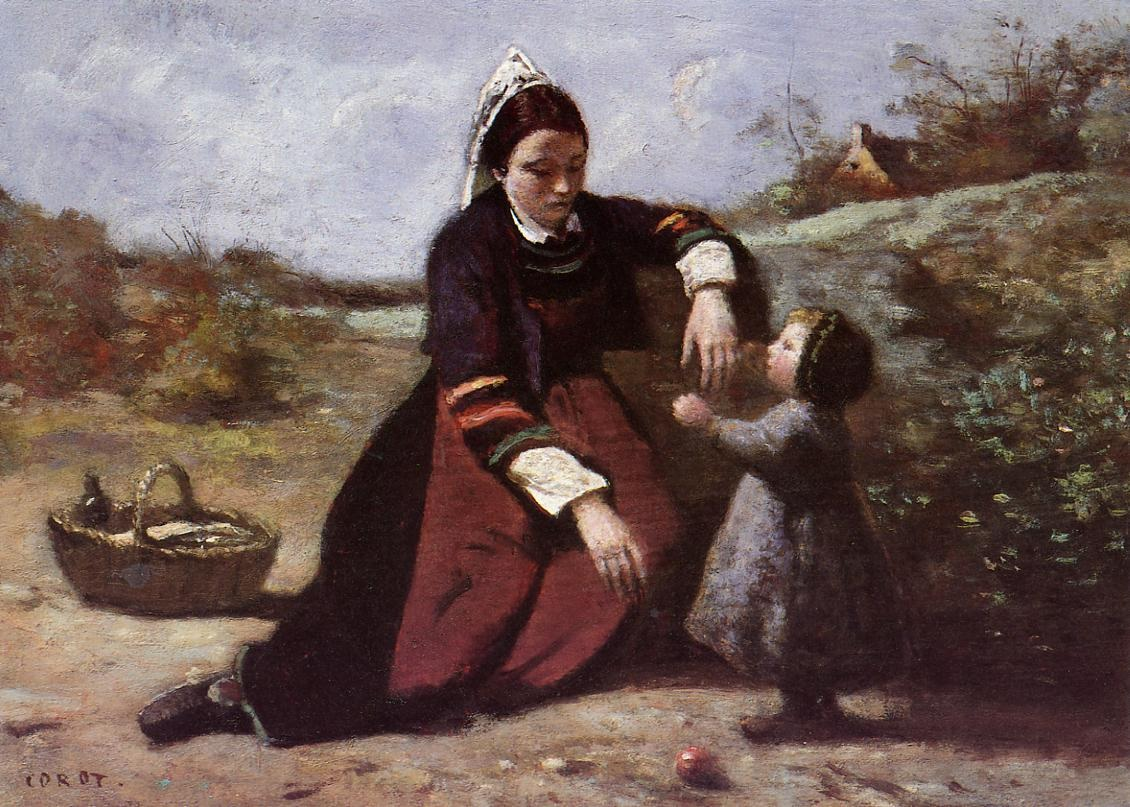
Bretonne avec sa petite fille
Camille Corot, 1855
Collection privée

Dans une étude de 1980 se limitant aux ouvrages littéraires, Catherine Bertho indique que jusqu'à la Révolution française « il n'y avait pas de discours cohérent et organisé sur la province et encore moins sur la région ». Elle ne relève pas la Bretagne comme thème spécifique ; les observations à caractère ethnographique n'apparaissent que « par bribes » et jamais pour cerner une spécificité bretonne. Elle n'identifie dans les ouvrages antérieurs à 1800, aucun des stéréotypes qui vont fonder l'identité régionale, comme la celtitude ou le climat pluvieux. Cependant cette analyse est contredite par Ronan Le Coadic en 1998 qui indique l'existence de plusieurs stéréotypes récurrents dès le Moyen Âge.
Il se met en place dans la littérature du XIXe siècle une « « « barbarisation » de la Bretagne » », et la représentation d'une région figée dans le passé se développe. Cette représentation sert de point d'appui à deux mouvements. Le premier met en avant les particularités de la région pour les présenter comme un frein à la modernité et au progrès. L'éradication de celles-ci est alors posée comme un préalable à la modernisation de la Bretagne. Le second mettent en avant une forme d'« authenticité » de cette culture, qui est liée dès le début aux celtisme (une Académie celtique est créée à Paris en 1804). Ce second mouvement suscite une volonté de présentation du patrimoine, et est à l'origine des premières expérience de collectage de chants et de récits populaires
Dans la première moitié du XIXe siècle, dans le courant du nationalisme romantique qui touche l’Europe, une historiographie régionaliste voit le jour ; elle marque son intérêt pour les traditions, les chants, les légendes et les croyances populaires bretonnes. Quelques érudits, qui perçoivent l'importance ethnologique d'un monde rural en profonde mutation, battent la campagne pour compiler les traditions orales locales. Citons, par exemple, le Barzaz Breiz de La Villemarqué. La « Renaissance romantique » s'exprime, en Bretagne, essentiellement au sein d’une noblesse légitimiste, marginalisée après 1830 par la monarchie de Juillet et se repliant sur ses terres. À la nostalgie de l'Ancien Régime s'ajoute un esprit conservateur en ce qui concerne la religion, les traditions et les privilèges féodaux, sans pour autant croire à un retour effectif à l'Ancien Régime. Les traditions sont présentées comme préservant le peuple breton de l’irréligion et des idées nouvelles issues de la philosophie des Lumières.

### Premier Emsav (finXIXesièclejusqu'en 1918)
Le premier Emsav voit l'apparition d'un autonomisme breton qui reste confidentiel. Une première normalisation des dialectes du breton a lieu durant cette période, à l'instigation d'universitaires bretons (Vallée, Perrot, Jaffrenou… ). Ce breton "KLT", rassemblant les dialectes de Cornouaille, du Léon et du Trégor, exclut le dialecte vannetais jugé trop différent.

### Second Emsav (1918–1945)

C'est en 1923 que le Gwenn ha Du (ici dans sa version de 1923–1925) est créé par Morvan Marchal.

Au cours de l'entre-deux-guerres, le mouvement breton entre dans sa seconde période. La production artistique se développe autour des Seiz Breur et voit apparaître le Gwenn ha Du (1923) et le premier bagad (KAV - Paris - 1932).
Les cercles nationalistes peinent à rallier des membres (le premier congrès du Parti nationaliste breton qui s'était tenu à Landerneau le 27 décembre 1931 comptait 25 militants), alors le régionalisme breton se radicalise. En 1932, un groupuscule nationaliste fait exploser le monument commémorant l'union de la Bretagne à la France à Rennes. Autour de François Debeauvais et Olier Mordrel, ce groupuscule, s'inspirant des alliances ayant contribué à l'indépendance irlandaise, se rapproche de l'Allemagne d'Hitler et du nationalisme ethnique. Durant la Seconde Guerre mondiale, une frange du mouvement autonomiste tente la collaboration avec l'occupant nazi ou le régime de Vichy. Un petit nombre de militants bretons (80 affiliés en tout, 10 à 20 permanents) constituera la milice, sous uniforme Waffen-SS, nommée Bezen Perrot à ne pas confondre avec les Bagadoù Stourm (service d’ordre du PNB), s'attirant ainsi l'hostilité de la population locale. Au-delà de ces groupuscules, les Bretons se partagent, comme le reste de la France, entre collaboration, attentisme et résistance. Il faut cependant souligner que la population bretonne se distingua par la contribution importante qu'elle fournit à la Résistance intérieure et extérieure française.
En 1941, une nouvelle orthographe bretonne (KLTG) est créée, comprenant cette fois le dialecte vannetais. Le régime de Vichy se montre conciliant à l'égard des langues régionales : les premières lois en faveur de l'enseignement de ces langues sont dues au ministre vichyste de l'Instruction publique, Jérôme Carcopino. Ces lois, comme l’ensemble des mesures prises par le régime de Vichy, seront abrogées après 1945.
À la Libération, seuls 15 à 16 % des membres du PNB sont traduits devant les tribunaux pour collaboration.

### TroisièmeEmsav(1945–aujourd'hui)

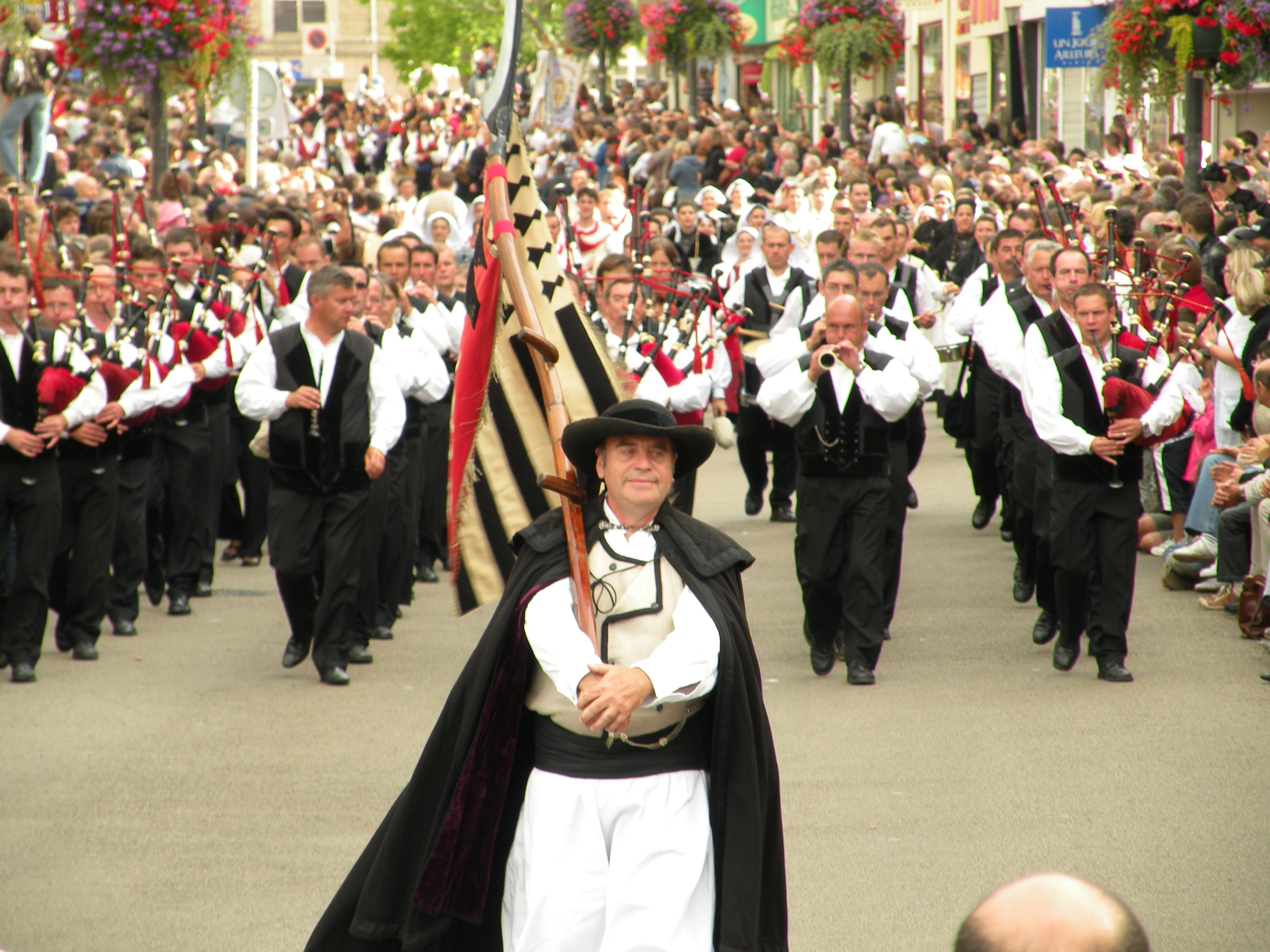
Porteur de la Kevrenn Alre lors du Festival interceltique de Lorient en 2009.

À la suite de la collaboration de la quasi-totalité des mouvements politiques de l'Emsav, le militantisme politique est condamné par l'opinion bretonne. L'action militante se fait désormais dans le domaine culturel, notamment au travers de la musique bretonne par l'actualisation de thèmes musicaux traditionnels et par la création des festoù-noz, dans les années 1950. C'est une nouvelle période du mouvement breton.
Dès décembre 1946, à l’initiative des pouvoirs publics, Pierre-Jakez Hélias lançait un nouveau programme d’émissions radiophoniques en langue bretonne sur Radio Quimerc’h. Parallèlement, la loi Deixonne, en 1951, permet l’enseignement de quatre langues régionales, dont le breton (mais pas le gallo), dans les écoles secondaires. Alors que des mesures viennent favoriser l'enseignement des langues régionales, l'abandon du breton et du gallo (comme des autres langues régionales françaises) par les classes populaires s'intensifie dès l'après-guerre. Poussés par un désir d’intégration à la société française et par des changements économiques importants liés, les bretonnants adoptent volontairement le français,. Aujourd'hui, le breton et le gallo restent plus menacés que jamais, connaissant un recul constant (ces langues sont surtout parlées par les personnes âgées) et ce malgré l’augmentation de l'apprentissage de ces langues à l'école. En 2009, l'Unesco a classé le breton et le gallo comme « langue sérieusement en danger ». Négative il y a 40 ans, l'image du breton est aujourd'hui positive. Un sondage de la fin des années 1990 révélait que 88 % des bas-bretons étaient attachés à la sauvegarde du breton et 80 % étaient favorables à son enseignement.
En 1966 naît le Front de libération de la Bretagne, qui va commettre plus d'une centaine d'attentats jusqu'en avril 2000, en Bretagne ou dans le reste de la France, pour réclamer l'autonomie, sinon l'indépendance de la Bretagne, et faire reconnaître la culture bretonne devant l'État français. Démantelé en 1978-1979, il réapparaît peu de temps après sous le nom d'Armée révolutionnaire bretonne. Ses attentats n'étaient pas dirigés vers la population bretonne, et ne visaient que des dégâts matériels. L'attentat de Quévert, qui causa la mort d'une jeune femme, sonna le glas de l'organisation indépendantiste.
Nationalité bretonne
La Cour Internationale de Justice de La Haye reconnait la nationalité bretonne aux 6 enfants de Jean-Jacques et Mireille Manrot-Le Goarnig, ils sont « citoyens européens de nationalité bretonne ».

### Sentiment d'appartenance des bretons
Seuls quelques sondages permettent d'avoir une idée du sentiment d'appartenance des Bretons. Selon un sondage réalisé en 2008, voici comment se ventilait le sentiment d'appartenance des Bretons :
| Sentiment d'appartenance des Bretons | Breton et pas Français | Plus Breton que Français | Autant Breton que Français | Plus Français que Breton | Français et pas Breton | Autre | Ne sais pas |
| ------------------------------------ | ---------------------- | ------------------------ | -------------------------- | ------------------------ | ---------------------- | ----- | ----------- |
| %                                    | 1,5                    | 22,5                     | 50                         | 15,4                     | 9,3                    | 0,8   | 0,5         |

### Patronymes bretons
La Bretagne possède ses propres noms, d'origine celtique et très distinctifs du reste de la France. Quelques exemples : Le Bris, Le Gall, Le Roy, Tanguy, Morvan, Prigent, Riou, Guéguen, Guivarc'h/Guivarch, Jaouen, Quilfen, Le Guen, Floc'h/Floch, Broc'h/Broch, Quemener/Kéméner, Treguer, Ségalen, Miossec, Kervella, Connan, etc.
Le mouvement breton dut faire face au refus de différents gouvernements français jusque dans les années 1960 de laisser les parents bretons donner des prénoms bretons à leurs enfants. Ces derniers n'étaient ainsi pas reconnus par l'État, n'avaient donc aucune existence légale, ce qui empêchait les familles « rebelles » de toucher les allocations familiales. La détermination d'un père de famille, Jean-Jacques Le Goarnig, parvint à faire plier le gouvernement français, .

## Demographie
Le nombre factuel de « Bretons de souche » en Bretagne et dans la France entière est difficile à connaître étant donné que le gouvernement français ne fait pas ce type de statistiques. La population de la Bretagne (Région Bretagne et Loire-Atlantique) est de 4 747 916 habitants selon le recensement de 2018.

### Diaspora

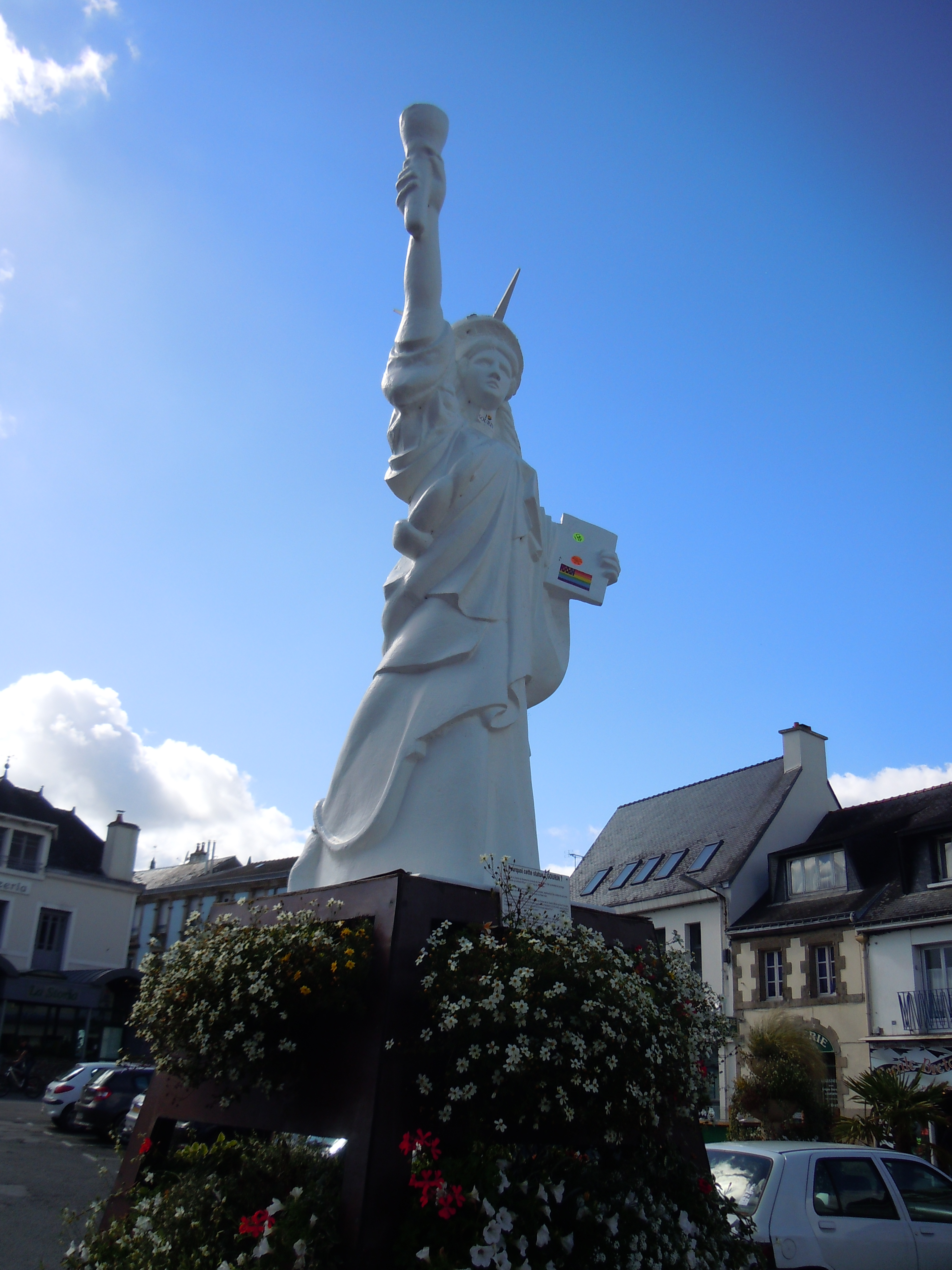
Réplique de la statue de la Liberté à Gourin, rappelant le départ de plusieurs de ses habitants en Amérique.

La diaspora bretonne s'est faite tout d'abord vers les régions limitrophes, la Normandie (Le Havre), l'Anjou et le Maine, puis vers Paris et les régions agricoles du bassin parisien, mais aussi un peu partout en France (notamment à Toulon) ainsi qu'en Amérique. Aujourd'hui, on estime la population francilienne d'origine bretonne à environ un million (soit près de 10 % de la région parisienne), et 70 000 au Havre (soit près de 40 % de la ville).
Au XIXe et XXe siècles la région de Gourin devint le principal centre de l'émigration bretonne vers l'Amérique : des Bretons fondèrent la ville Gourin City, faisant aujourd'hui partie de la municipalité régionale de Wood Buffalo, dans l'Alberta au Canada, tandis que d'autre tentèrent leur chance à New York aux États-Unis.

#### Le Gwenn-ha-du

Le Gwenn ha du dans sa version actuelle

## Culture

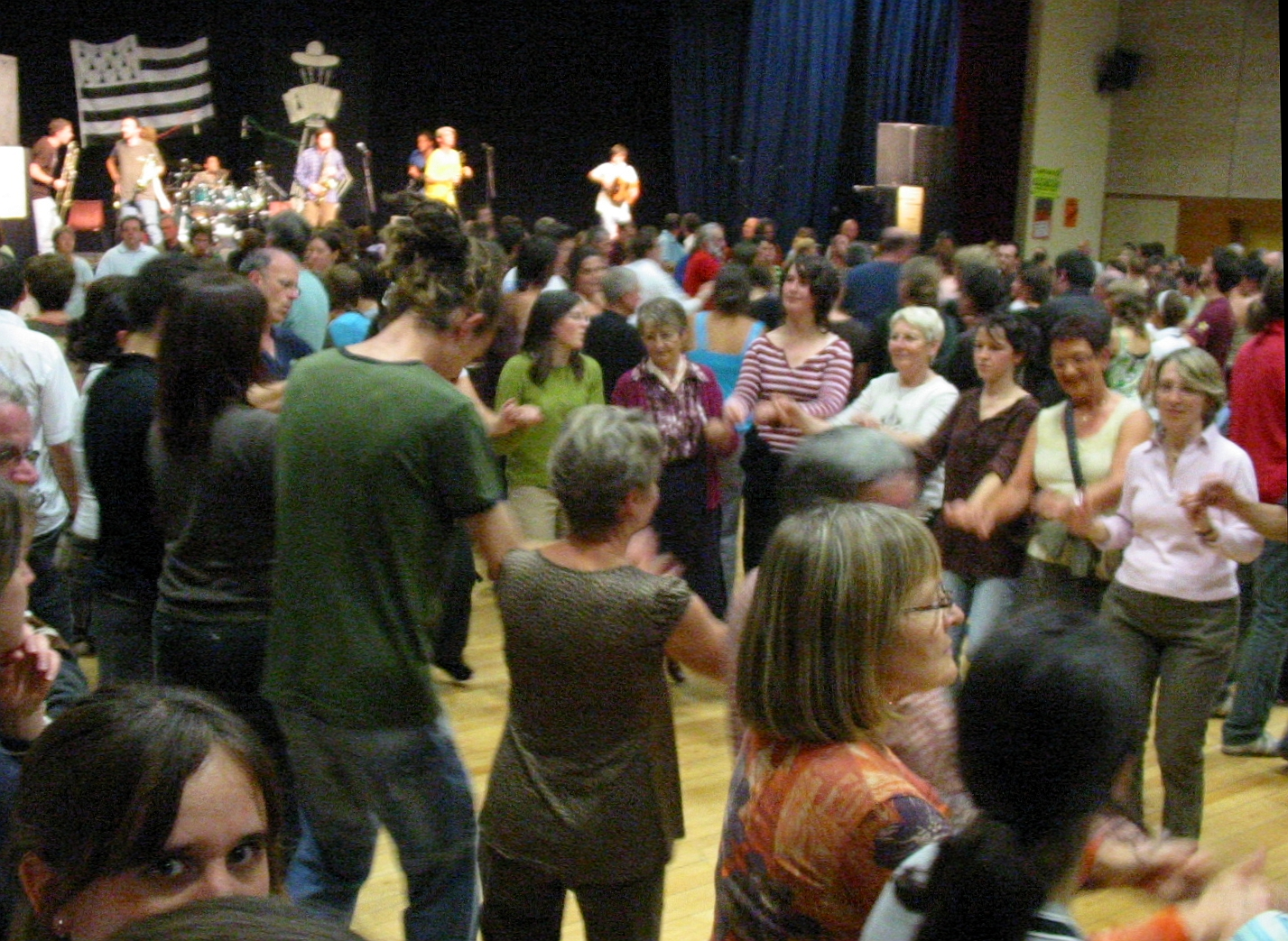
Fest-noz en Haute-Bretagne en 2007.

### Emblèmes et symboles

#### L'hermine
L'hermine héraldique est un symbole très populaire de ce qui est breton, utilisée notamment par la région Bretagne et par plusieurs marques bretonnes. L'hermine, l'animal, représente aussi, dans une moindre mesure, la Bretagne.

#### Letriskell

Le triskell.

Accepté petit à petit comme emblème panceltique, voire comme breton, le triskel (ou triskell) est devenu très populaire dans les années 1970 en Bretagne. De la mode de porter le triskel autour du cou, imitant Alan Stivell, ou brodé sur la manche, il s'est propagé aux marques et au tourisme bretons.

#### Quelques autres emblèmes et symboles

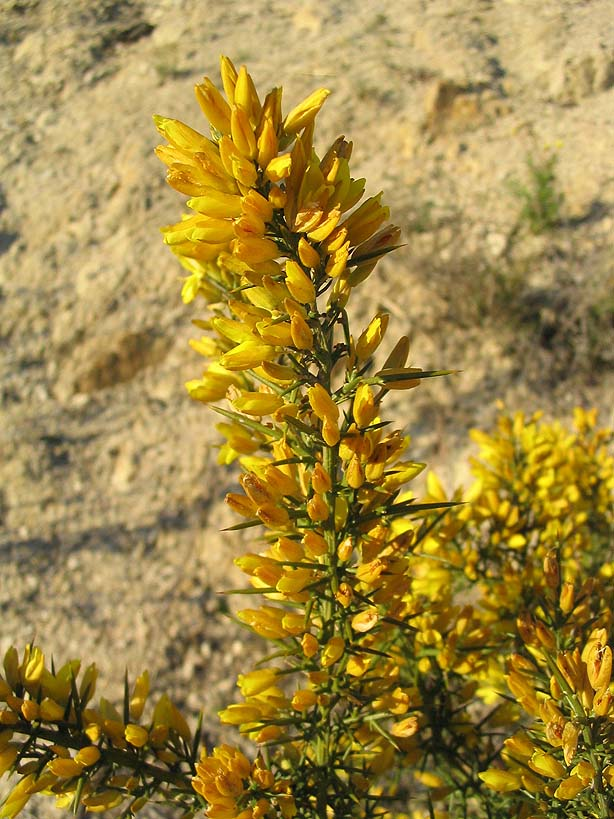
Ulex parviflorus.

La fleur d'ajonc : Emblème végétal de la Bretagne. Après l’opération « Plant2016 », organisée par l'Institut culturel de Bretagne, les membres du Conseil des Sages de l’Institut, lors de la réunion du 10 décembre 2016 à Vannes, ont étudié les propositions qui leur ont été envoyées. Ils ont retenu la fleur d’ajonc comme emblème végétal de la Bretagne, à l'instar du trèfle pour l'Irlande ou du chardon pour l'Écosse.

### Musique

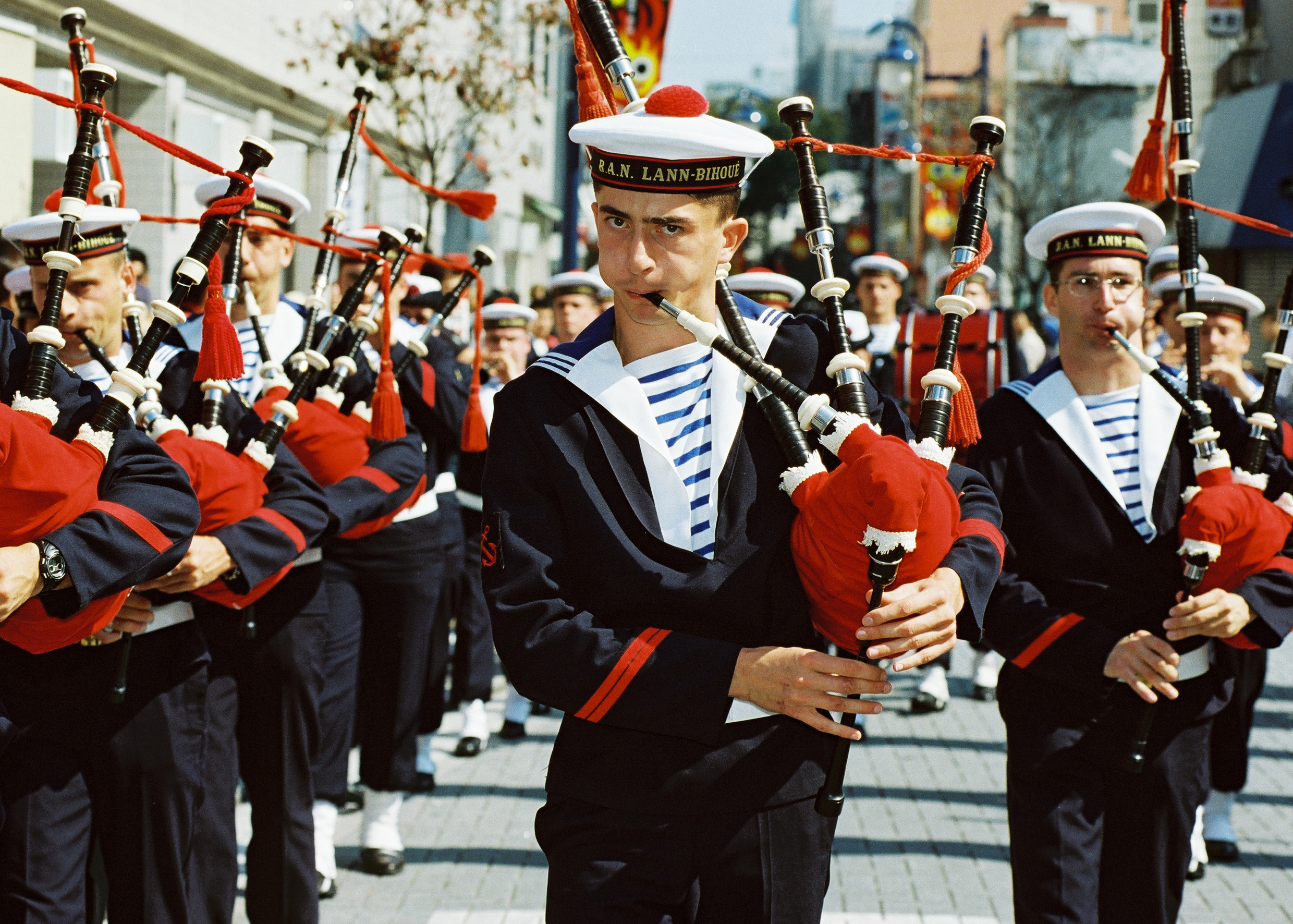
Le bagad de Lann-Bihoué de la Marine nationale.

La musique est aujourd'hui l'aspect le plus visible de la culture bretonne. Elle s'est considérablement diversifiée et enrichie au cours de la seconde moitié du xxe siècle, en actualisant des thèmes traditionnels avec des sonorités d'aujourd'hui, ainsi que par apports d'instruments traditionnels écossaises ou irlandaises, comme la cornemuse écossaise (Great Highland Bagpipe).

### Costumes

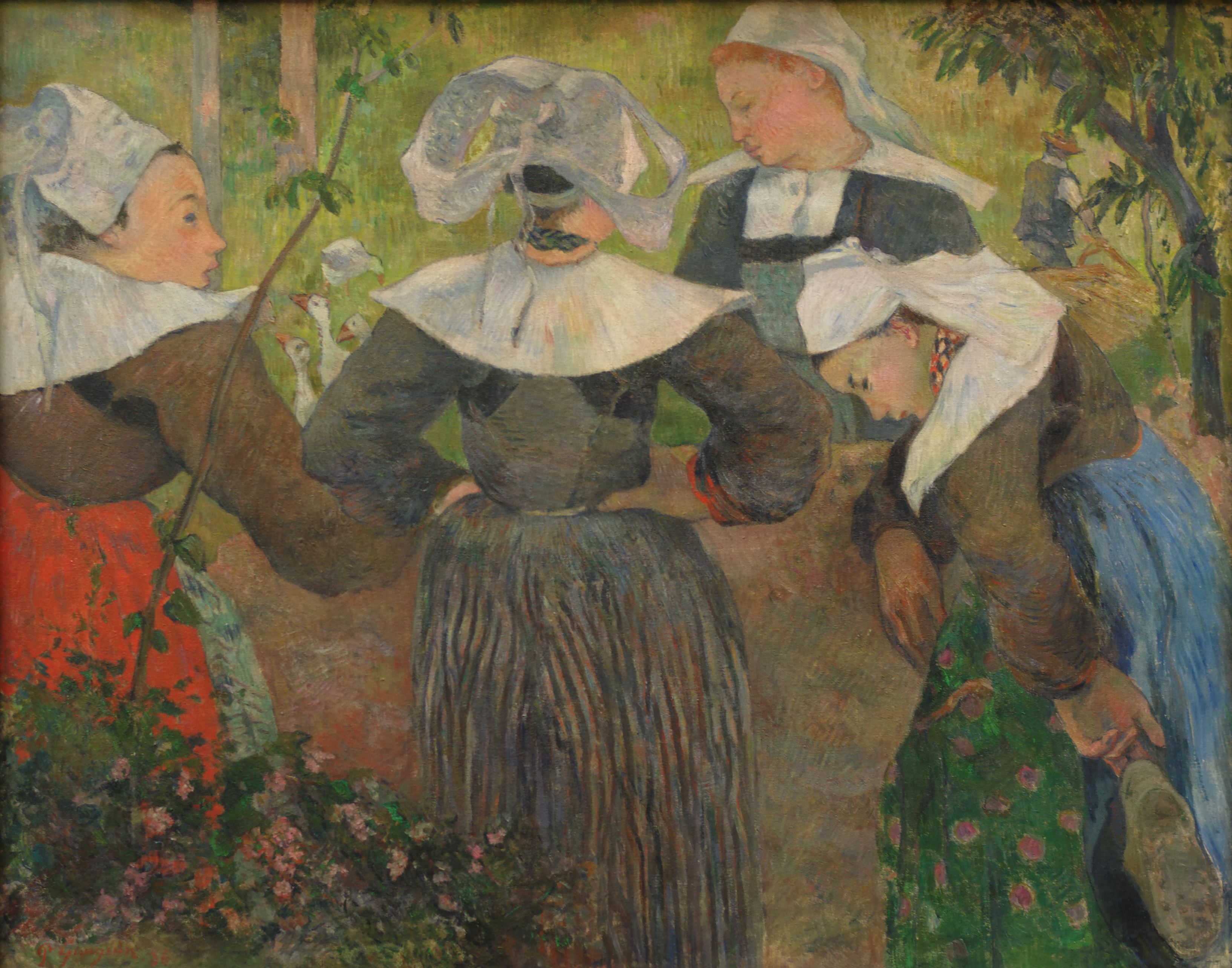
La danse des quatre bretonnes (1888) par Paul Gauguin.

### Gastronomie

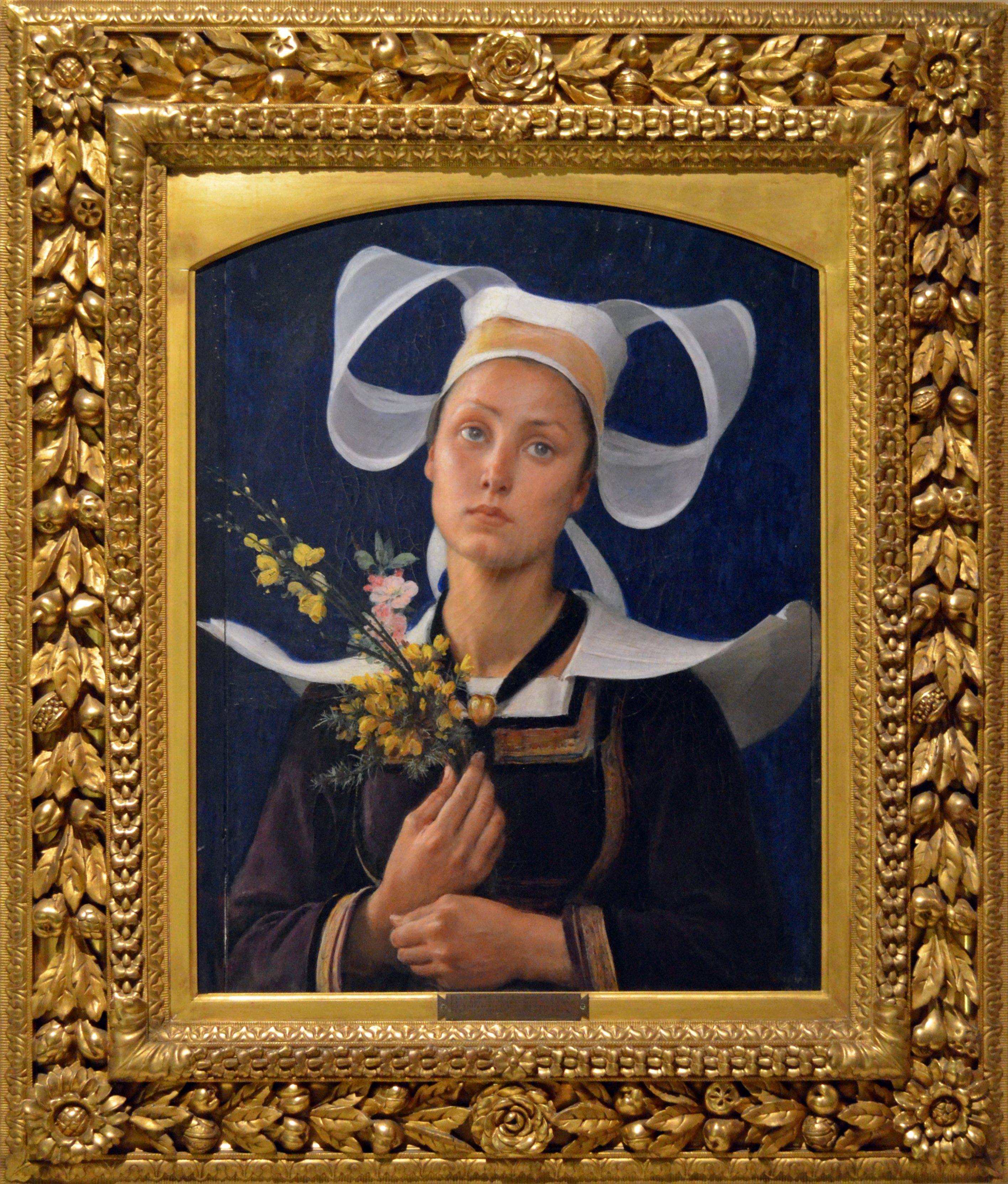
La Bretonne, icône bretonne peinte par Hippolyte Berteaux sur une commande de la biscuiterie nantaise Lefèvre-Utile.

## Citations
À propos du néologisme français Brit(t)on :

« L'ethnonyme [Brittons] est utilisé pour désigner les habitants de la Grande-Bretagne de langue celtique à la fin de l'Antiquité et au début du Moyen Âge. Cette désignation, globale, présente l'avantage de distinguer les Bretons insulaires des Bretons de la Bretagne dite armoricaine, également de langue brittonique. »

— Françoise Le Roux et Christian-J. Guyonvarc'h

« […] Le nom (Brittons) est employé par Jules César pour désigner l'ensemble des peuples qui habitaient l'île de Bretagne. La forme « Bretons » est une variante du même nom [Britanni] qui est employée actuellement pour les populations celtiques d'origine insulaire qui s'installèrent en Armorique après la chute de l'Empire romain. »

— Venceslas Kruta